# Victor-Amand Chambellan
Victor-Amand Chambellan, né en 1810 à Paris où il est mort le 16 décembre 1845, est un peintre français.

## Biographie
Victor-Amand Chambellan est le fils de Charles César Chambellan et de Marie Anne Joséphine Godin.
Il a été l'élève d'Antoine-Jean Gros à l'École des Beaux-Arts. Peintre d'histoire, de paysages et de portraits, il débute au Salon en 1835.
Il tient son atelier au 61 de la rue d'Enfer.
Il épouse Suzanne Belboeuf en 1843.
Il meurt à l'âge de 35 ans. Il est inhumé au cimetière de Montmartre (division 22) le 19 décembre, puis déplacé le 27 janvier 1846.